# Per Blom (byggmästare)
Per Adolf Rafael Blom, född 9 december 1866 i Södertälje, död 7 augusti 1931 på Tottnäs gård i Ösmo socken, var en svensk byggmästare och byggnadsingenjör, huvudsakligen verksam i Stockholm.

## Biografi
Per Bolm var son till Johan Gustaf Johansson och Emma Carolina Euphrosyne Fahlstedt. Han började 1885 studera vid Tekniska skolan i Stockholm med avgångsexamen från byggnadsyrkesskolan 1890. Åren 1884–1889 praktiserade han som murare hos bland andra byggmästaren Johan Bengtson. Åren 1890–1891 var han som ritare medarbetare hos arkitekterna Anders Gustaf Forsberg och Ernst Haegglund. Därefter var han anställd vid J. O. Wengströms mekaniska snickerifabrik. 1899 godkändes han av Stockholms byggnadsnämnd som byggmästare och erhöll burskap 1903.
Åren 1896 till 1901 var han verkmästare och arbetschef hos arkitekt och byggmästaren Carl August Olsson vilken under dessa år uppförde bland annat byggnader för Stockholmsutställningen 1897 samt skolhus, kaserner och privatbyggnader. 1902 började han egen verksamhet som byggmästare och 1912 inträdde han i Murmästareämbetet med mäster nummer 212.
Under åren 1901 till 1914 uppförde han en del byggnader i Stockholm. Bland hans arbeten kan nämnas Spårvagnshallarna som han byggde 1903-1905 vid Birger Jarlsgatan 57 och fastigheten Piplärkan 7 vid Valhallavägen 70, stadsvillan som han byggde som privatbostad för arkitekten Erik Josephson.

### Privatliv
Bolm bodde 1910 tillsammans med sin syster i Piehlska huset vid Drottninggatan 65 (Skotten 4, idag Vallonen 2). Han ägde fastigheten mellan 1911 och 1925 och utförde där även ombyggnadsarbeten. 1917 gifte han sig med Sally Maria Brandt (1880–1975). Paret fick en dotter, Emma Anna Märta Torell Blom (1918–1991). Blom fick sin sista vila på Norra begravningsplatsen där han gravsattes den 14 augusti i familjegraven. Där finns också hustrun och dottern.

### Bilder

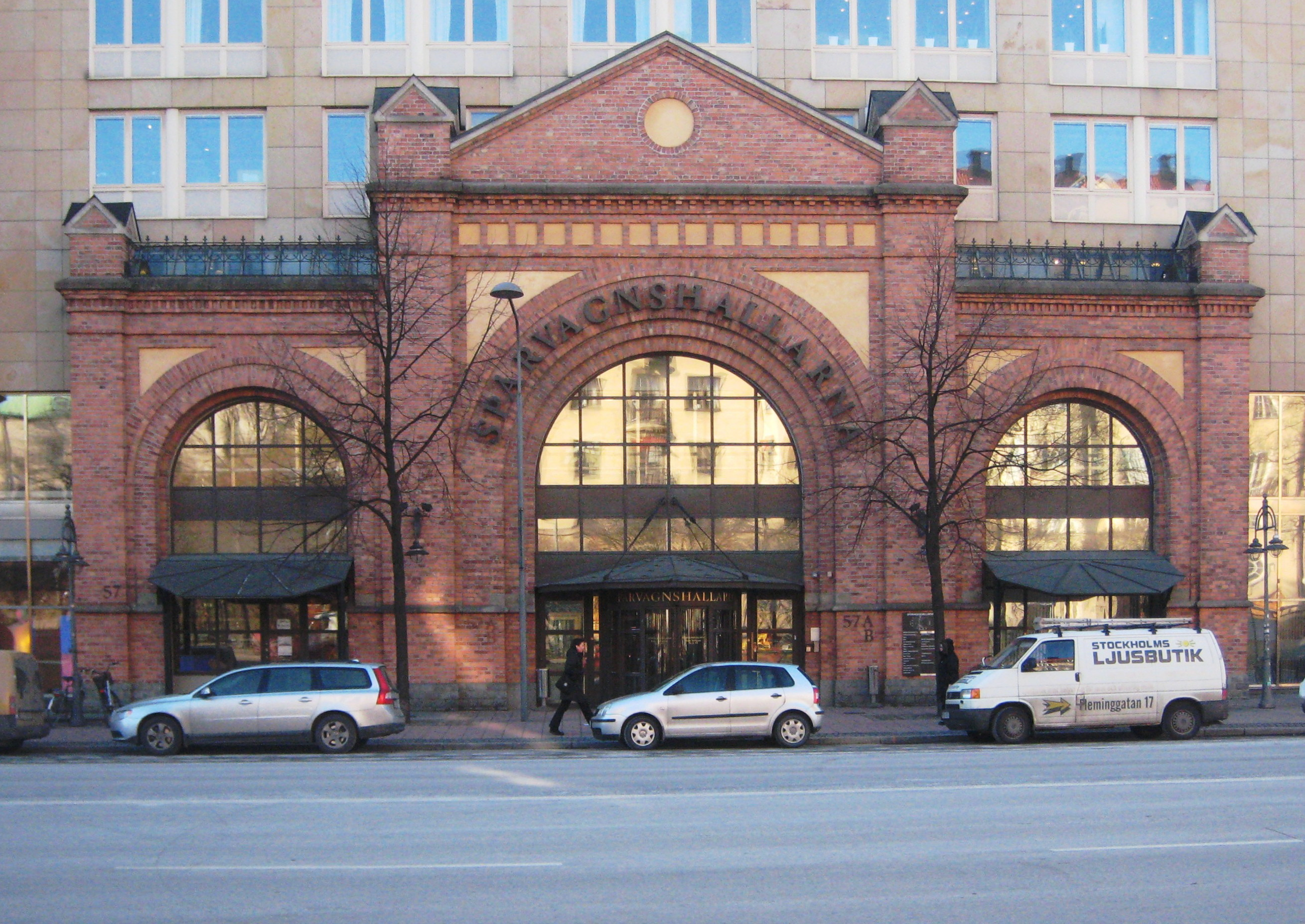
Spårvagnshallarna.
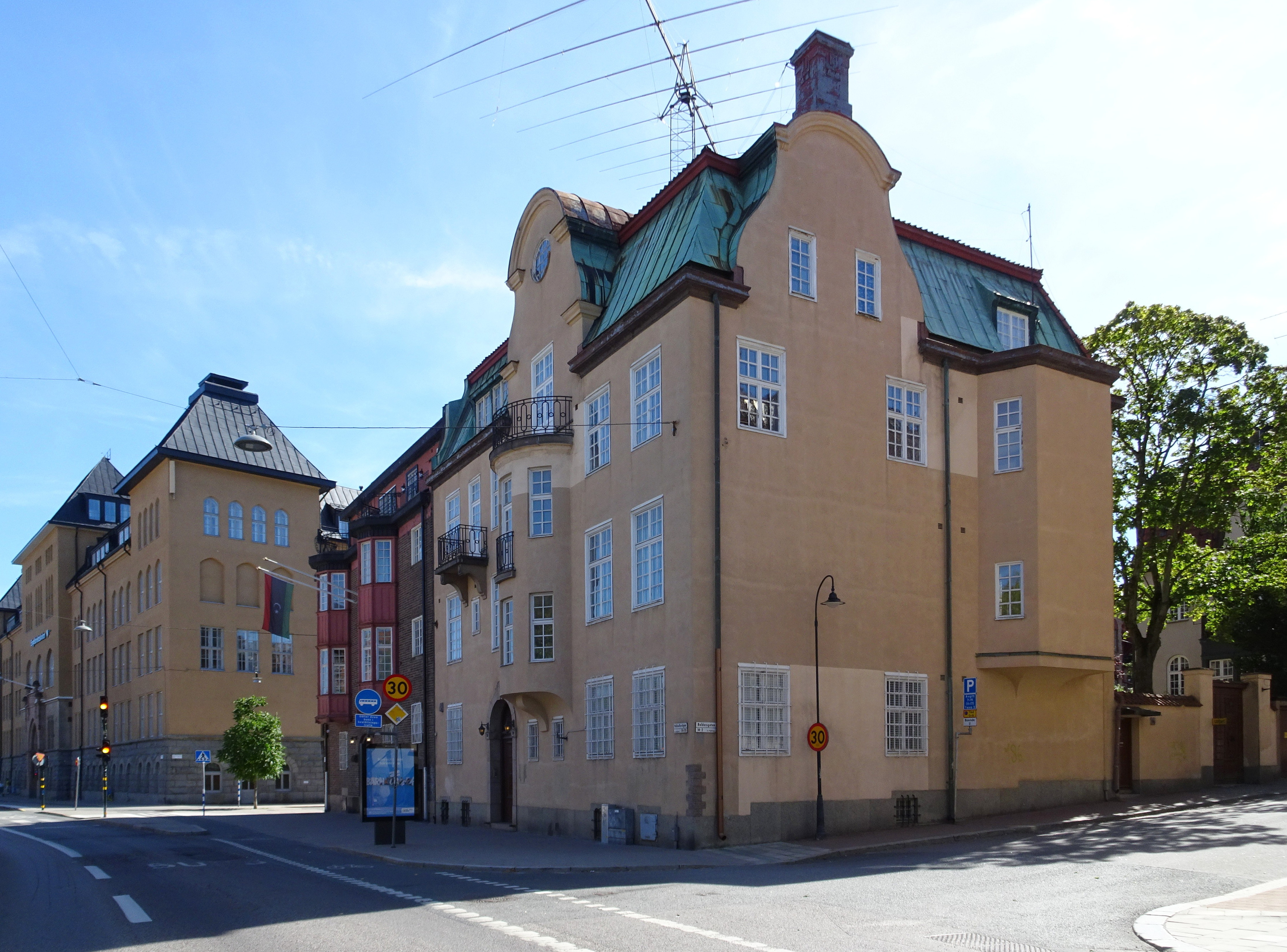
Piplärkan 7.
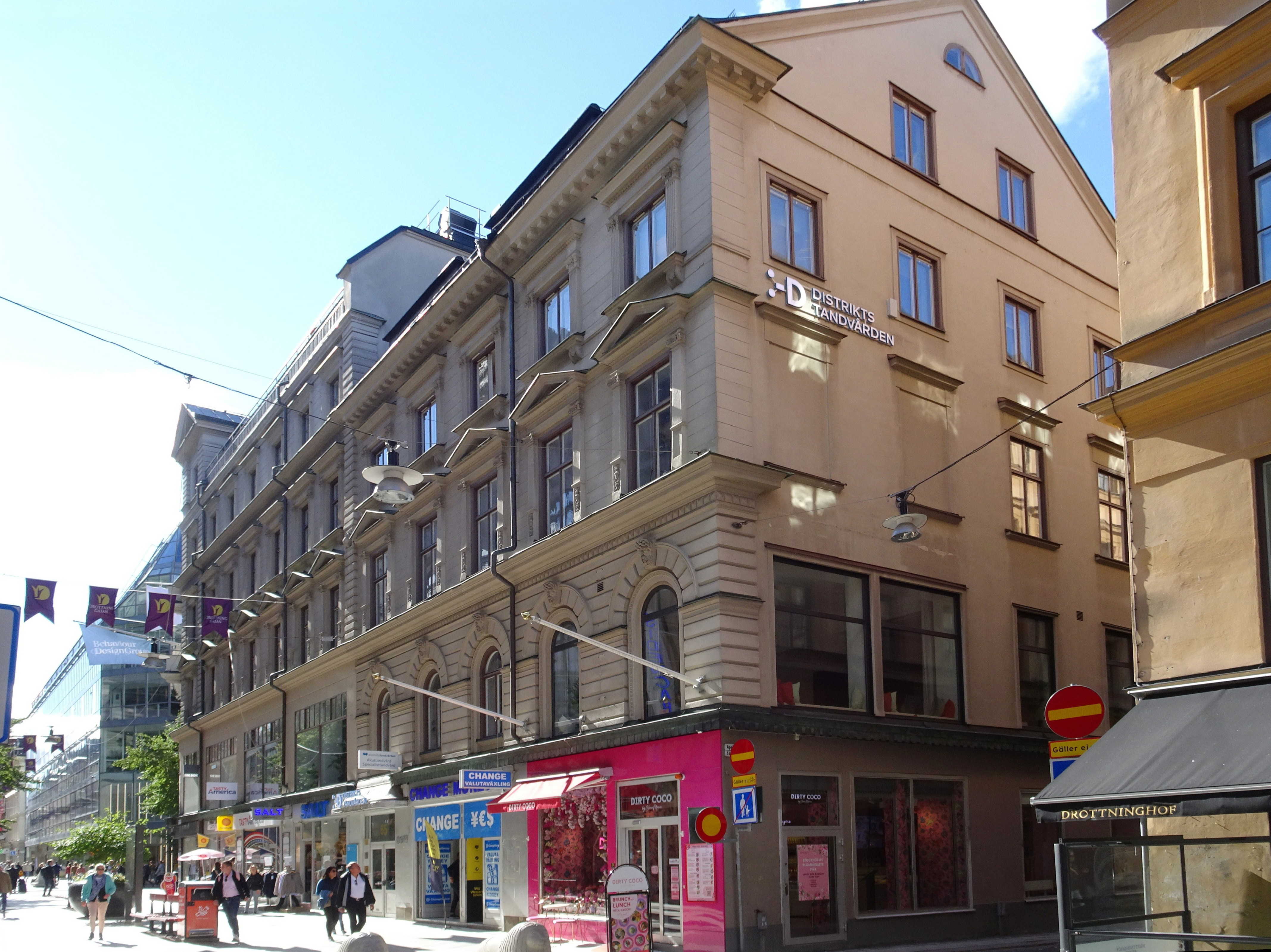
Piehlska huset.
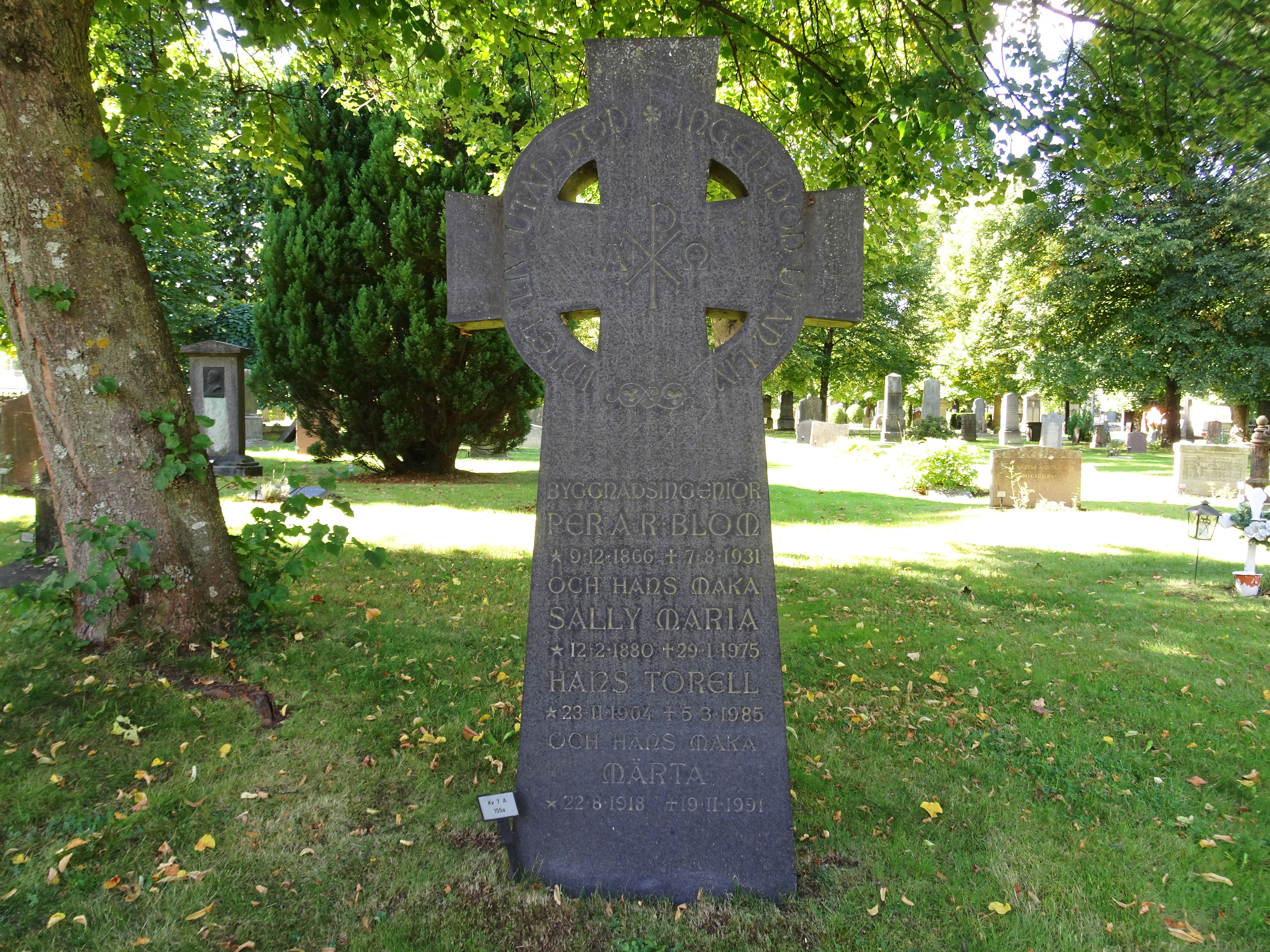
Familjegraven.